# Лауріс Рейнікс
Лауріс Рейнікс (латис. Lauris Reiniks; нар. 11 липня 1979, Добеле, Латвія) — латвійський співак.

## Біографія
Народився в латвійському місті Добеле в сім'ї музикантів. У підлітковому віці почав виступати солістом групи «AURI», яку очолював його батько. У 1998 19-річний Рейнікс був помічений Латвійським телебаченням, і йому було запропоновано вести нову телепередачу «Nošu Spēles» («Ігри нот»). Там він познайомився з Раймондом Паулсом, який запропонував йому співпрацю і написав для нього кілька пісень. Через рік, однак, Лауріс вирішив самостійно зайнятися написанням пісень для себе. У 2000 одна з латвійських звукозаписних компаній уклала з ним контракт, що послужило початком сольної кар'єри співака.

## Кар'єра
У 2000-х альбоми Лауріса набрали неймовірну популярність в Латвії. Найбільш відомі його пісні — Sirds Sadeg Neparasti «Серце незвично згорає», Es Neesmu Neprātīgs «Я не божевільний», Tik Balti «Так біло», Es Tev Apmulsis «Я твоє сум'яття», Tev Šodien Vienalga «Тобі сьогодні все одно», Es Esmu Tev Dzīslās «Я у тебе в жилах». Але справжнім мегахітом стала в 2010 його пісня Es skrienu «Я біжу», випущена, крім латвійської, на шести інших мовах — литовській (Aš bėgu), естонській (Ma jooksen), італійській (Correrò da te), німецькій (Ich renne) та англійській (I Will Run).
Кілька разів Лауріс брав участь в національних відбіркових конкурсах Євробачення, але потрапив у фінал конкурсу лише в 2003, коли Євробачення проходило в Ризі. Спеціально для Євробачення Лауріс об'єднався з Мартіньшом Фрейманісом і Яною Кай в тріо F.L.Y. (За першими літерами імен учасників), яке виконало пісню Hello from Mars «Привіт з Марса». Пісня зайняла на конкурсі лише 24-те місце.

## Дискографія
- Planet 42 (2002)
- Lidot savādāk (2003)
- Tik balti (2003)
- Never Look Back (with F.L.Y.) (2003)
- Debesskrāpju spīts (2005)
- Nakts veikalā (2007)
- Es skrienu (2010)
- Aš bėgu (2011)
- Ma jooksen (2011)
- Я бегу (2011)
- Correrò da te (2011)
- Ich renne (2011)
- I Will Run (2011)